# ترس صحنه (فیلم ۱۹۵۰)
ترس صحنه (انگلیسی: Stage Fright) فیلمی نوآر به کارگردانی آلفرد هیچکاک است که در سال ۱۹۵۰ منتشر شد. از بازیگران آن می‌توان به جین وایمن، مارلنه دیتریش، ریچارد تاد و پاتریشا هیچکاک اشاره کرد.

## خلاصه داستان
ایو گیل، بازیگر جوان و مشتاق آکادمی سلطنتی هنرهای نمایشی (رادا) در لندن است. در حین تمرین نمایش، دوست و معشوقه‌اش جاناتان کوپر(معشوق پنهانی شارلوت اینوود، بازیگر و خواننده‌ی پرطمطراق تئاتر) او را متوقف می‌کند. در فلش‌بکی، جاناتان تعریف می‌کند که شارلوت پس از کشتن همسرش به دیدن او آمده بود و لباسی خونین به تن داشت. او ادعا می‌کند برای آوردن لباس جایگزین به خانه شارلوت برگشته، اما نلی گود، خدمتکار و دستیار لباس‌گیر شارلوت، او را دیده است. جاناتان از دست پلیس گریخته و حالا به کمک نیاز دارد.  
ایو او را به خانه پدرش در ساحل می‌برد تا مخفی شود. کمیودور گیل متوجه می‌شود خون روی لباس شارلوت عمداً پخش شده است؛ او و ایو حدس می‌زنند شارلوت جاناتان را به دام انداخته است. جاناتان عصبانی لباس را نابود می‌کند و بنابراین، مهم‌ترین مدرک را از بین می‌برد.  

## بازیگران
جین وایمن در نقش ایو گیل
مارلنه دیتریش در نقش شارلوت اینوود
مایکل وایلدینگ در نقش ویلفرد اسمیت
ریچارد تاد در نقش جاناتان کوپر
آلیستر سیم در نقش کمیودور گیل
سیبیل تورندایک در نقش خانم گیل
کی والش در نقش نلی گود
مایلز مالسون در نقش آقای فورتیسکیو
هکتور مک‌گرگور در نقش فردی ویلیامز
جوایس گرنفل در نقش 'Lovely Ducks'
آندره مورل در نقش بازرس بایارد
پاتریشیا هیچکاک در نقش چابی بنیستر
بالارد برکلی در نقش ستوان ملیش
بازیگران بدون ذکر نام در تیتراژ:
آرتور هاوارد در نقش گروز، پیشخدمت شارلوت
آلفی باس در نقش صحنه‌آرای تئاتر
گوردون بل در نقش راننده
لیونل جفریز در نقش دانشجوی آکادمی سلطنتی هنرهای نمایشی (رادا)